# Лизогуб Іван Якович
Іва́н Я́кович Лизогу́б (1761/1762 — 1819) — маршалок дворянства Чернігівської губернії (1816–19).

## Біографія
Іван Якович належав до козацько-старшинського роду Лизогубів. Його батько, Яків Іванович Лизогуб (нар. 1720 в Седневі), був бунчуковим товаришем, 1750 року в Глухові брав участь у церемонії обрання останнього українського гетьмана Кирила Розумовського.
Мати Івана Яковича — Марія Семенівна — була дочкою переяславського полковника Семена Сулими.
Іван Якович Лизогуб був колезьким асесором (1786—1816), маршалком дворянства Городнянського повіту, а наприкінці життя, у 1816—1819 роках, — маршалком дворянства Чернігівської губернії.
Іван Лизогуб мав маєтки та великі земельні володіння на Чернігівщині. Це Седнів, Куликівка, Невкля, Бурівка. Йому також належала Дунинівка Золотоніського повіту Полтавської губернії (в наш час це було село Драбівського району Черкаської області).
Був одружений (від 1783 року) з Ганною Василівною Дунін-Борковською (нар. близько 1765), дочкою бунчукового товариша, мав з нею шестеро синів та дві доньки.
Серед синів найвідоміші український композитор і піаніст Олександр Лизогуб (1790—1839), друзі Тараса Шевченка Андрій Лизогуб (1804—1864) та Ілля Лизогуб (1787—1867), полковник лейб-гвардії Уланського полку Василь Лизогуб (1799—1870).